# Diplopeltula incisa
Diplopeltula incisa är en rundmaskart som först beskrevs av Rowland Southern 1914.  Diplopeltula incisa ingår i släktet Diplopeltula och familjen Axonolaimidae. Arten är reproducerande i Sverige. Inga underarter finns listade i Catalogue of Life.